# Operation Torch
1940: Italienische Invasion Ägyptens – Operation Compass
1941: Unternehmen Sonnenblume – Belagerung von Tobruk – Operation Battleaxe – Operation Crusader
1942: Unternehmen Theseus – Erste Schlacht von El Alamein – Schlacht von Alam Halfa – Zweite Schlacht von El Alamein – Operation Torch
1943: Tunesienfeldzug
Franz. Marokko: Operation Blackstone – Operation Brushwood – Operation Goalpost
Algerien: Operation Reservist – Operation Terminal
Operation Torch (ursprünglich Operation Gymnast) war der Deckname für die alliierte Landung in Französisch-Nordafrika während des Zweiten Weltkrieges. Die Operation begann am 8. November 1942 und war die erste große amphibische Invasion der Alliierten im Krieg. Ziel von Operation Torch war es, eine zweite Front gegen die Achsenmächte zu eröffnen und den Druck auf das Deutsche Reich und seine Verbündeten zu erhöhen. Die Operation wurde von den Vereinigten Staaten und dem Vereinigten Königreich gemeinsam geplant und durchgeführt.

## Hintergrund
Stalin hatte den US-Präsidenten Franklin D. Roosevelt und den britischen Premier Winston Churchill im Rahmen der Anti-Hitler-Koalition mehrfach bedrängt, in Europa eine zweite Front gegen Hitler-Deutschland im Westen zu eröffnen, um die Sowjetunion in ihrem Kampf zu entlasten. Während der US-Generalstab, angeführt von General Marshall, ultimativ einen direkten Angriff mit einem schnellen Vorstoß in Nordfrankreich forderte, von wo er direkt ostwärts nach Deutschland vorrücken wollte, bevorzugten die Briten, insbesondere Winston Churchill, einen Ansatz über die europäische Peripherie, bei dem sie die westalliierte Überlegenheit zur See stärker zu Geltung bringen konnten.
Churchill hatte die bitteren Erfahrungen des Ersten Weltkrieges (Schlacht von Gallipoli) sowie von Dünkirchen und Dieppe nicht vergessen. Roosevelt befürchtete, dass eine militärische Operation in Afrika eine Invasion Europas 1943 verzögern könnte, unterstützte Churchill aber dennoch.
Marokko, Algerien und Tunesien gehörten zu Französisch-Nordafrika, das nominell dem Vichy-Regime unterstand, in dem aber das Deutsche Reich einen großen Einfluss besaß. Die Vichy-Franzosen hatten ca. 60.000 Soldaten sowie Küstenartillerie, eine Handvoll Panzer und Flugzeuge in Marokko, etwa zehn Kriegsschiffe und elf U-Boote in Casablanca stationiert. Da Marschall Henri Philippe Pétain Hitlers Forderung nach einem französischen Kriegseintritt auf deutscher Seite nicht nachgekommen war, glaubten die Alliierten, dass die französischen Kolonialtruppen nicht kämpfen würden.
Allerdings bestanden Befürchtungen hinsichtlich der französischen Marine, die wegen der britischen Operation Catapult (3. Juli 1940) Rachegefühle hegen konnte. Die Amerikaner und die Briten kooptierten einen französischen General, Henri Giraud, als potentiellen Oberkommandierenden der französischen Truppen nach einer erfolgreichen Invasion. Sie beabsichtigten, schnell ostwärts nach Tunesien vorzustoßen und dort den Truppen des deutschen Afrikakorps von Feldmarschall Erwin Rommel in den Rücken zu fallen. Der US-General Eisenhower erhielt das Kommando über die Operation und schlug sein Hauptquartier in Gibraltar auf.

## Planung

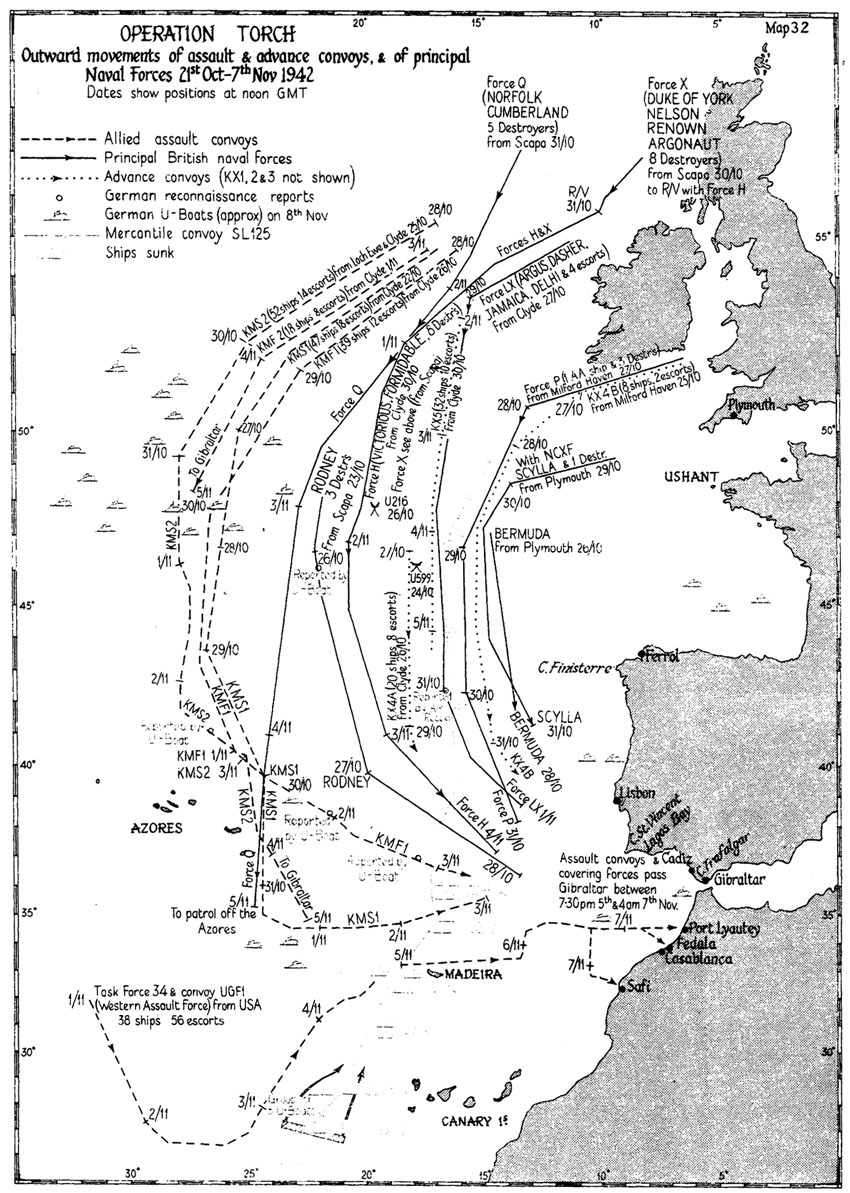
Aufmarschplan des aus britischen Häfen stammenden Flottenanteils

Die Alliierten planten, drei Schlüsselhäfen gleichzeitig einzunehmen: Casablanca (Marokko), Oran und Algier (beide Algerien):
- Die westliche Streitmacht (Western (Naval) Task Force) mit Ziel Casablanca fasste alle US-Einheiten zusammen mit dem Kommandierenden Generalmajor George S. Patton und Konteradmiral H. Kent Hewitt, der die amphibische Operation leitete. Sie bestand aus der 2. Panzerdivision und der 3. und 9. Division, zusammen 35.000 Soldaten. Sie wurden von den Vereinigten Staaten direkt dorthin transportiert.
- Die zentrale Streitmacht mit Ziel Oran umfasste Teile der 82. US-Luftlandedivision und die 1. US-Panzerdivision mit zusammen 18.500 Mann. Sie wurde von Großbritannien auf Schiffen herangeführt und von Generalmajor Lloyd Fredendall kommandiert, während die Marineverbände durch Kommodore Thomas H. Troubridge kommandiert wurden.
- Die östliche Streitmacht mit Ziel Algier wurde von Generalleutnant Kenneth Anderson befehligt und bestand aus der britischen 78th Infantry Division und der 34. US-Infanteriedivision, insgesamt 20.000 Mann. Die Marineverbände unterstanden dem Befehl von Vizeadmiral Sir Harold Burrough.

## „Putsch du 8 Novembre“, exilpolnischer Geheimdienst
Um Vichytruppen und -standorte vor der Landung zu neutralisieren, hatten 400 französisch-algerische Widerstandskämpfer im „Putsch du 8 Novembre“ Schlüsselstellungen in Algier und Oran besetzt und damit entscheidend zum raschen Gelingen der Invasion beigetragen. Zwei Drittel von ihnen waren Juden, darunter die Organisatoren und Anführer José Boulker, Roger Carcassonne, Paul Ruff
und Jean Dreyfus, allesamt aus dem „milieu juif cultivé d'Algier“.
Das Décret Crémieux von 1870, das den nordafrikanischen Juden, zumeist Nachkommen von 1492 nach dem Alhambra-Edikt aus Spanien ausgewiesenen Juden, die französische Staatsbürgerschaft und rechtliche Gleichstellung gebracht hatte, war von der Vichyregierung am 7. Oktober 1940 für ungültig erklärt worden. So mutierten 120.000 jüdische Franzosen in Algerien und 220.000 in Marokko über Nacht zu „Juifs indigène“. Daraufhin hatte sich in Algier die nahezu vollständig jüdische Widerstandsgruppe Geo Gras gebildet, benannt nach einem algerisch-jüdischen Boxidol. Einen weiteren wesentlichen Anteil am raschen Gelingen der Landungen hatte der exilpolnische Geheimdienst.
Von Juli 1941 bis Dezember 1942 versorgte der von Oberst Mieczysław Zygfryd Słowikowski („Rygor“) in Marokko, Algerien und Tunesien aufgebaute und geleitete Geheimdienstapparat „Agency Africa“ die Westalliierten mit wertvollen Informationen über Schiffsbewegungen, Hafenbelegungen, Vorgänge auf Flugplätzen und Truppenbewegungen. „Rygor“ übermittelte in vier Monaten 1.244 Radionachrichten nach London. "Während dieser Periode (vor und bis zu Torch) "war die Agency Africa das einzige alliierte Geheimdienstnetzwerk in Vichy-Nordafrika, eine Tatsache, welche "Rygor" nicht beliebter bei den Franzosen (de Gaulles) machte.
Die Briten (nämlich) waren wegen ihres Angriffs auf die (vichy-)französische Flotte bei Mers el Kebir, wegen der Dakar Expedition und der Syrischen Kampagne (im vichy-französischen Nordafrika) persona non grata. Die Polen als vormalige Alliierte der Franzosen befanden sich hier in einer ambivalenten Situation. So fügte sich, dass vom Nationalsozialistischen Deutschen Reich verfolgte Juden und als Untermenschen angesehene Polen den Weg zum ersten großen Erfolg der Alliierten geebnet hatten.

## Western Attack Group, Landungen in Französisch-Marokko
Die Landung in Marokko war eine rein amerikanische Angelegenheit. Die Truppen der Western Task Force (Maj. Gen. George S. Patton, USA) wurden direkt von Militärbasen an der Ostküste der USA aus verschifft (Western Naval Task Force, Rear-Admiral H. Kent Hewitt, USN). Sie landeten am 8. November 1942 an drei Punkten: Safi (Operation Blackstone), Fedala (Operation Brushwood) und Mehdia-Port Lyautey (Operation Goalpost). Vor dem Hauptziel Casablanca entwickelte sich eine Seeschlacht.

### Operation Blackstone – Landung bei Safi

Die Angriffspositionen vor Safi am 8. November 1942

Unter dem Kommando von Konteradmiral Lyal A. Davidson war die Sub-Task-Force 34.10 mit der Landung in und bei Safi beauftragt. Die Operation mit dem Codenamen Blackstone sollte die Südflanke von Torch sichern und die Landung mittlerer Panzer zur Verstärkung der 3. Infanteriedivision in Casablanca ermöglichen.

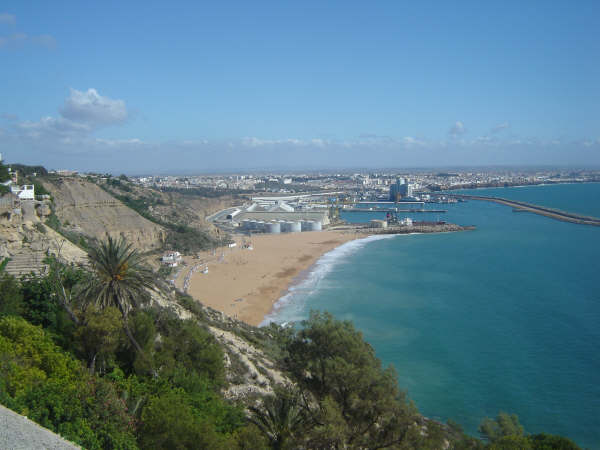
Safi. Blick nach Süden auf die Landestrände „Red“, „Blue“ und „Green“, rechts die Hafenmole

Der Hafen von Safi war von zwei Küstenbatterien gesichert. Die nördliche Batterie La Railleuse der Marine bestand aus vier 130-mm-Kanonen. Der Name und die Kanonen stammen von einem 1940 im Hafen von Casablanca durch Torpedounfall zerstörten Torpedoboot. Von ihnen waren nur zwei armiert eingebaut. Zur Batterie gehörten zwei 75-mm-Kanonen, welche die Hafeneinfahrt deckten. Eine dreieinhalb Kilometer südlich von Stadt und Hafen aufgestellte Armeebatterie mit drei 155-mm-Feldkanonen des Modells 1917 (Typ „Grande Puissance Filloux“) ermöglichte ein Kreuzfeuer.
Das Weltkrieg-I-Schlachtschiff New York (BB-34), der Leichte Kreuzer Philadelphia (CL-41) (Brooklyn-Klasse) sowie die erst kürzlich in Dienst gestellten Zerstörer Beatty (DD-640), Mervine (DD-489) und Knight (DD-633) unterstützten mit ihrem Geschützfeuer die Landung. Die Transportschiffe Calvert (AP-65), Dorothea L. Dix (AP-67), Harris (AP-8), Lakehurst (APM-9) (Artillerietransporter), Lyon (AP-71) und Titania (AK-55) (Panzertransporter) ankerten etwa vier Seemeilen vor der Küste. Die wenige Monate alten Zerstörer USS Cowie (DD-632), USS Doran (DD-634) und USS Quick (DD 490) waren zur U-Bootabwehr beordert. Die Weltkrieg-I-Zerstörer Howard (DMS-7) und Hamilton (DD-141) unterstützten die Hilfsminenleger Monadnock (ACM 10) und Cherokee (AT- 66) bei der Minensuche.
Den älteren Zerstörern USS Cole (DD-155) und Bernadou (DD-153) unter dem Kommandanten Lieutenant Commander Robert Edgar Braddy, Jr (1903–1965) war eine Sonderaufgabe zugewiesen, deren Lösung Schiffen und Besatzungen die Ehre einer Presidential Unit Citation zuteilwerden ließ: Bernardou ging am 25. Oktober von Boston in See. Zuvor waren ihre Masten abgebaut worden, um den Umriss niedriger zu machen. Am 7. November kam der Zerstörer längsseits des Transporters Lyon (AP-71) und nahm die Kompanie „K“ des 47th Infantry Regiment mit 197 Mann auf. Um 18:00 Uhr näherte Bernardou sich dem Flottentreffpunkt vor der Küste. Der Konvoi bildete daraufhin eine einzige Kolonne mit Bernadou an der Spitze.
Um Mitternacht befand sich das Schiff acht Meilen westlich von Safi, als die Besatzung um 3:30 Uhr auf Gefechtsstation ging. Um 3:45 Uhr verließ Bernardou den Ausschiffungsbereich, eine Viertelstunde später gefolgt von Cole. Bernardou näherte sich dem Hafen von Safi mit fünf Knoten und sichtete um 4:01 Uhr die Mole von Safi direkt voraus. Um 4:24 Uhr rief eine französische Signalstation Bernadou an, die das Rufzeichen wiederholte. Vier Minuten später feuerten alle Küstenbatterien auf Bernadou. Unbeeindruckt davon schickte sie lediglich die Truppen unter Deck und eröffnete mit ihrer 3-Zoll-Batterie und ihren Maschinengewehren den Beschuss, wobei sie die beiden 75-mm-Geschütze und die Maschinengewehre auf beiden Landungsbrücken ausschaltete. Um 4:28 Uhr befahl der Kommandant Höchstgeschwindigkeit mit Richtung Strand.
Um 4:30 Uhr lief sie auf einem Felsvorsprung auf. Fünf Minuten später erlosch die Gegenwehr auf dem Strand und das Schiff stellte das Feuer ein. Die Kompanie „K“ kletterte über den Bug vom Schiff und erreichte mit Schlauchbooten den Landeabschnitt „Green“. Um 5:38 Uhr gelangte die erste Welle von Landungsbooten an den Strand und ein Maschinengewehrnest auf einem Hügel eröffnete das Feuer auf sie. Um 5:41 Uhr besetzten Bernadou-Bordkommandos die Schiffe im Hafen. Um 6:40 Uhr verstärkte sich das Maschinengewehrfeuer und der Scharfschützenbeschuss von den Hügeln und Gebäuden von Safi. Um 6:42 Uhr eröffneten die etwa 3000 Meter landeinwärts gelegenen Küstenbatterien das Feuer auf die sich dem Strand nähernden Boote. Um 13:32 Uhr löste sich der Zerstörer vom Strand und lief langsam in den Hafen ein, um an der Seite von USS Cole festzumachen. Cole war Bernardou langsam gefolgt und beteiligte sich am Feuer auf die Küstenbatterien. Sie begleitete die Landungsboote, machte um 5:45 Uhr im Hafen fest, entließ Kompanie „L“ und leichte Panzerfahrzeuge.
Währenddessen feuerten das Schlachtschiff New York, der Kreuzer Philadelphia sowie die Zerstörer Beatty und Knight auf die an Land erkannten Batterien. Der erst einen Monat zuvor fertiggestellte Begleitflugzeugträger CVE-29 USS Santee, der 60 Seemeilen vor der Küste stationiert war, startete 14 Jagdflugzeuge, 6 Torpedoflugzeuge und 4 SBD-Sturzkampfbomber, die über der Stadt und den Stränden Einsätze flogen. Transporter Lakehurst, beladen mit M4 Sherman Panzern des 3. Bataillon, 67th Armored Regiment, lief am frühen Nachmittag in den Hafen ein und begann mit der Entladung. Die übrigen Truppen des 47. Infanterieregiments stiegen von den Transportern in die Landungsboote und nahmen die Strände ein. Der französische Garnisonskommandant ergab sich um 15:10 Uhr.

### Operation Brushwood - Landung bei Fedala

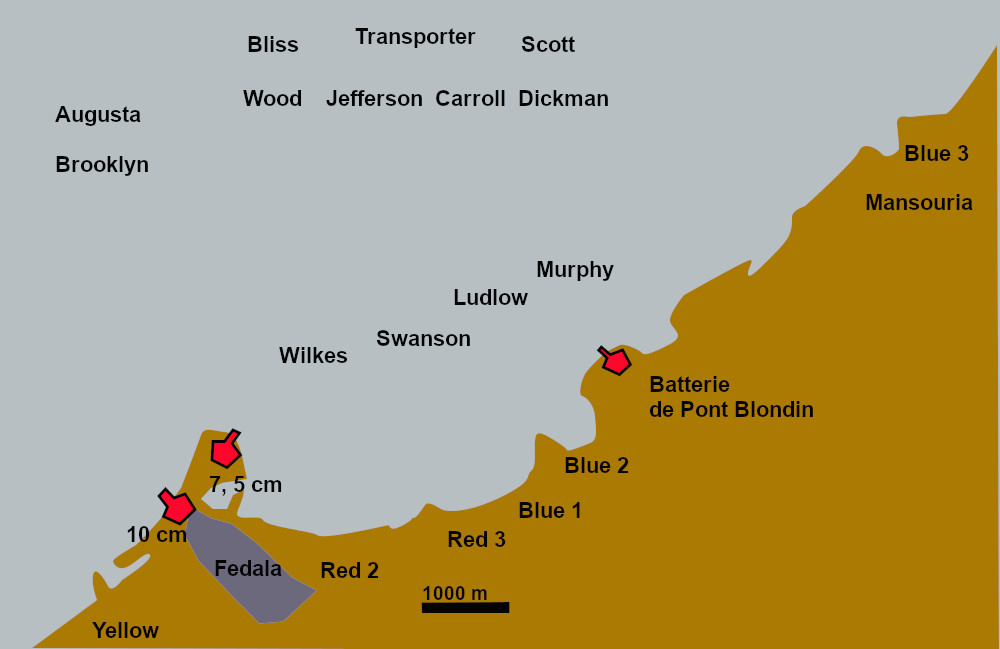
Angriffspositionen vor Fedala

Fedala, (heute Mohammedia) hatte 1942 etwa 16.000 Einwohner. Der sichere Hafen barg eine regionale Fischereiflotte und nahm Öltanker auf, welche ein großes Öllager versorgten. Vom Hafen verlief eine Eisenbahnstrecke zur Hauptstrecke Rabat–Casablanca. Die Küstenstraße verlief nur zwei Kilometer östlich von Stadt und Küste. Hier war der Hauptangriff der Western Attack Group angesetzt. Von einem acht Kilometer weit landeinwärts reichenden Brückenkopf sollte der Landangriff auf das 22 Kilometer entfernte Casablanca ausgehen. Die französische Garnison wurde auf nicht ganz 2500 Mann geschätzt, bestehend aus einem Bataillon plus einer Infanteriekompanie, zwei mechanisierten Spahis-Truppen, einer Flak-Artilleriebatterie und anderen Artillerieeinheiten. Zu rechnen war nicht nur mit der örtlichen Artillerie, sondern auch mit den weitreichenden 380-mm-Geschützen des Schlachtschiffes Jean Bart im Hafen von Casablanca.
Captain Robert R.M. Emmet (1888–1977) war der Kommandeur der Center Attack Group der Western Naval Task Force. Seine Sub Task-Force 34.9 „Brushwood“ transportierte rund 20.00 Mann vor die Strände des Ortes, die vier Küstenbatterien schützten: Die Batterie Pont Blondin bestand aus drei 138,6-mm-Geschützen von 1910 und stand in erhöhter Position fünf Kilometer nordöstlich des Hafens von Fedala. Der Hafen war durch zwei 75-mm- und drei 100-mm-Geschütze abgedeckt.
Südlich des Ortes an der Eisenbahnstrecke war noch eine Batterie mit vier 75-mm-Flugabwehrgeschützen aufgestellt. Der Schwere Kreuzer Augusta, der Leichte Kreuzer Brooklyn sowie die Zerstörer Rowan (DD-405), Wilkes (DD-441), Swanson (DD-443) und Ludlow (DD-438) gaben der Landungsflotte Feuerunterstützung. Die weiteren Zerstörer der Destroyer Squadron 13 (DesRon 13) Woolsey (DD-437), Edison (DD-439), Bristol (DD-453), Boyle (DD 600), Murphy (DD-603), Tillman (DD-641), Miantonomah (CMc-5), Hogan (DD-178), Palmer (DD-161), Stansburg (DD-180), Hambleton (DD-455/DMS-20) und Auk (AM-57) bildeten den U-Boot-Schutzschirm und fuhren Minensicherung. Die Transportschiffe waren Leonard Wood (AP-25), Ancon (AP-66), Arcturus (AK-18), William P. Biddle (AP-15), Tasker H. Bliss (AP-42), Charles Caroll (AP-58),
Joseph T. Dickman (AP-26), Joseph Hewes (AP-50), Thomas Jefferson (AP-60), Oberon (AK-56), Procyon (AK-19), Edward Rutledge (AP-52), Hugh L. Scott (AP-13), Elizabeth C. Stanton (AP-69), and Thurston (AP-77). Von diesen am 11. November 1942 auf Reede vor Fedala liegenden Schiffen versenkte das deutsche U-Boot U 173 vom Typ IXC den Transporter Joseph Hewes und beschädigte durch Torpedos den Zerstörer Hambleton und die Transporter Winooski und Electra. Zu den 15 großen Truppentransportschiffen kamen noch 57 mittlere und kleinere Transporter sowie 347 Landungsboote, die von den Transportern mitgeführt wurden.
Die Luftsicherung wurde von dem Flugzeugträger Ranger und dem Geleitflugzeugträger Suwannee gestellt (die von weiteren fünf Zerstörern gesichert und von zwei U-Booten und einem Tanker begleitet wurden). An Bord der beiden Flugzeugträger befanden sich insgesamt etwa 110 Flugzeuge, darunter 45 Jagdflugzeuge des Typs Grumman F4F und 35 Torpedobomber und leichte Bomber TBF Avenger. Die Landungskräfte unter Führung von Major General Jonathan W. Anderson (1890–1967) bestanden aus drei regimental landing groups (RLG) des 7., 15., und 30. Infanterieregiments der 3. Infanteriedivision, dem 1. Bataillon des 67. Panzerregiments, dem 82. Reconnaissance Bataillon der 2. Panzerdivision und dem 756. Panzerbataillon sowie Einheiten des Air Support Command.
Diese Kräfte sollten die Küstenbatterien Fedalas niederkämpfen, den Hafen besetzen und dann nach Süden einschwenken und die schwer befestigte Umgebung Casablancas einfassen. Ab 4:00 Uhr sollten Battalion Landing Teams (BLTs) des 7. und 30. Regiments die festgelegten Strände besetzen, bevor das 15. Infanterieregiment an der Küste anlanden würde. Das 1. Landing Team des 7. IR sollte vom Transporter Leonard Wood starten, gefolgt 70 Minuten später von Teilen des 3. BLT mit dem Ziel Red 2. Der Transporter Jefferson sollte das 2. BLT mit dem Ziel Red 3 entlassen. Der 3. Reconnaissancetrupp würde, gefolgt von der L-Kompanie des 3. BLT, am Yellow Strand landen, um eine Flakstellung südlich Fedalas einzunehmen. Plangemäß würde Transporter Charles Carroll das 1. BLT des 30. IR zu Blue 1 abgeben und Transporter Joseph T. Dickman das 2. BLT für Blue 2. Die L-Kompanie sollte Blue 3 angreifen und die übrigen Kräfte des 30. IR 90 Minuten nach 4:00 Uhr Red 3.
Eine unvorhergesehene Nordost-Strömung und schlechte Sicht verursachten bei den Transportern Verwirrung und führten zu Verzögerungen. In der Brandung ergaben sich Navigationsfehler. Landungsboote liefen in flachem Waser auf Felsen auf; allein die erste Welle verlor 57 ihrer 119 Boote. Von den anfangs 25 LCVP des Transporters Charles Carroll waren nach der ersten Fahrt zum Strand nur noch sieben einsatzbereit, nach der zweiten Welle noch zwei. Die meisten Landeteams erreichten ihre Ziele nicht und begannen ihre Aufgabe nach eigenem Ermessen. Die Franzosen wurden bereits um 02:10 Uhr auf die bevorstehende Invasion aufmerksam gemacht, als Pont Blondin nicht identifizierte Schnellboote meldete. Cape Fedala meldete um 3:38 Uhr Motorengeräusche und um 4:00 Uhr blinkende Lichter auf See. Kurz nach 5:00 Uhr beleuchteten französische Suchscheinwerfer Landungsboote am Strand.
Obwohl die Franzosen nicht reagierten, eröffnete die Unterstützungsgruppe das Feuer und löschte damit um 5:23 Uhr die Suchlichter. Kurz darauf feuerten die französischen Batterien auf die vor den Stränden liegenden Zerstörer und die herannahenden Landungsboote; allein Pont Blondin verschoss 150 138-mm-Granaten. Dennoch waren vor dem Tagesanbruch 3.500 Mann der 3. Infanteriedivision an Land. Teile des 1. BLT des 7. IRs marschierten vor Tagesanbruch in Fedala ein und eroberten um 6:30 Uhr das Hotel Miramar, das Hauptquartier der deutschen Waffenstillstandskommission (Kontrollinspektion Afrika) der Achsenmächte. Gegen 7:30 Uhr wurde die Batterie de Pont Blondin durch Infanterie eingenommen, die Batterien am Hafen ergaben sich nach Panzerangriff um Mittag.
Generalmajor George S. Patton sollte mit seinem Stab um 8:00 Uhr den Kreuzer Augusta verlassen. Während das Landungsboot in den Davits hängte, geriet der Kreuzer unter Feuer französischer Kriegsschiffe, die aus Casablanca ausgelaufen waren. Auch französische Sturzbomber griffen an. So ging Patton erst 13:30 Uhr an Land. Bis 17:00 Uhr waren mit 7750 Offizieren und Mannschaften knapp 40 Prozent der Truppen angelandet. Feindliches Störfeuer und die Flut ließen nur 16 Prozent der Fahrzeuge und etwas mehr als 1 Prozent der Vorräte an Land bringen.

### Casablanca

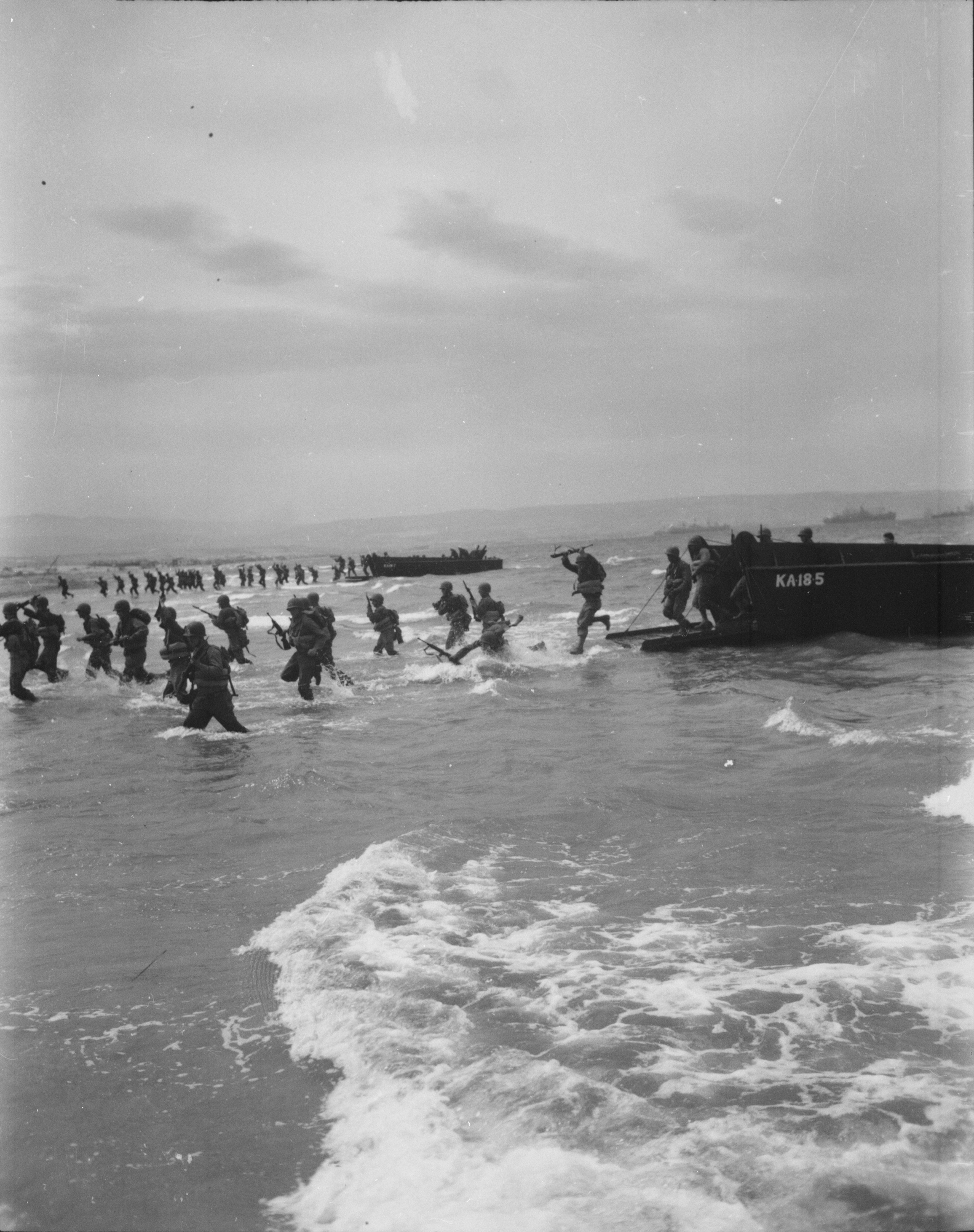
Amerikanische Landungstruppen in Nordafrika

## Center Task Force

### Landungen bei Oran
Die Landungstruppen waren aufgeteilt auf drei Strände, zwei westlich von Oran und einer östlich der Stadt. Die Landung am westlichsten Strand fand verspätet wegen eines französischen Konvois statt, der auftauchte, als die Minenräumer eine Schneise bahnten. Einige Verspätung, Konfusion und Schäden an den Landungsschiffen wurden durch das unerwartet seichte Wasser und Sandbänke verursacht; zuvor waren keine Aufklärungseinheiten auf den Stränden abgesetzt worden. Man hatte den Strand vorher lediglich von U-Booten aus mit Periskopen beobachtet, ein Verfahren, von dem man bei späteren Invasionen abging.
Ein Versuch, US Army Rangers direkt im Hafen abzusetzen, um Zerstörungen und Schiffsversenkungen zu verhindern, scheiterte, als die beiden Zerstörer mit der Landungstruppe vom Kreuzfeuer französischer Kriegsschiffe gestoppt wurden. Französische Schiffe verließen den Hafen und attackierten die Invasionsflotte, wurden jedoch versenkt bzw. wieder gegen die Küste gedrängt. Französische Küstenbatterien und die Invasionsflotte hatten während des 8. und 9. Novembers mehrmals Schusswechsel, wobei die Vichy-französischen Truppen Oran und die Umgebung ansatzweise verteidigten. Heftiges Feuer der britischen Schiffsartillerie hatte am 9. November die Kapitulation zur Folge. Erstmals wurde hierbei das amerikanische Nebelgerät MI Esso eingesetzt, welches innerhalb von 10 Minuten 2,5 km² einnebelte.

### Operationen in Algier
In den frühen Morgenstunden des 8. November starteten 400 Résistants, unterstützt von einem amerikanischen Vizekonsul, den Putsch in Algier: Die kleine Truppe unter dem Kommando von José Aboulker, Henri d’Astier de la Vigerie, Bernard Karsenty, Roger Carcassonne und Oberst Germain Jousse verhaftete nachts die Mehrzahl der Vichy-Militärs und zivilen Behördenchefs und nahm die Schlüsselstellungen inklusive der Telefonzentrale, der Radiostation, des Gouverneurspalastes, der Präfektur, des Stabshauptquartiers, des Hauptquartiers des 19. Korps der vichy-französischen Truppen und der Küstenartillerie von Sidi Ferruch ein. 15 Stunden hielten die schlecht ausgerüsteten Résistancekämpfer ihre Gegner in Schach, was die Einkreisung der Stadt durch die Alliierten ermöglichte.
Admiral François Darlan wurde von der Landung der Alliierten in Nordafrika überrascht. Er wurde zusammen mit General Alphonse Juin, dem befehlshabenden vichy-französischen Kommandanten für Nordafrika durch eine Handvoll Schüler des Lyceum Ben Aknoun festgenommen, kommandiert vom Reservekadetten Pauphilet. Darlan gelang die Rückkehr zur Admiralität, der er Widerstand gegen die Alliierten befahl. Befreit durch die Mobilgarde, sandte er am folgenden Morgen ein Telegramm nach Vichy, in dem er ein Bombardement der deutschen Luftwaffe auf die alliierten Truppentransporte im Raum Algier forderte.
Die eigentliche Invasion wurde von der 34. US-Infanteriedivision mit einer Brigade der britischen 78. Division ausgeführt, während die andere Brigade als Reserve fungierte. General Ryder, Kommandant der 34. Division, wurde das Kommando über die erste Welle erteilt, weil man annahm, dass die Franzosen Amerikanern freundlicher gegenübertreten würden als Briten. Die Landung wurde auf drei Strände aufgeteilt – zwei westlich von Algier und eine östlich. Einige Landungstruppen erreichten die falschen Strände, aber dies war solange bedeutungslos, wie es keinen französischen Widerstand gab, abgesehen von einigen Schüssen der Küstenbatterien, die schnell von britischen Kommandos zum Verstummen gebracht wurden. Ein französischer Kommandant hieß die Alliierten offen willkommen.
Die einzigen Kämpfe fanden im Hafen von Algier selbst statt, wo zwei britische Zerstörer versuchten, einige US-Rangers direkt auf dem Dock abzusetzen. Vichy-Franzosen sollten daran gehindert werden, Hafeneinrichtungen zu zerstören und Schiffe zu versenken. Heftiges Artilleriefeuer hielt einen Zerstörer von der Landung ab, der andere lief einige Stunden später wieder aus und ließ 250 Mann zurück. Die Landungstruppen rückten schnell ins Inland vor und bis zum Nachmittag wurde ein lokaler Waffenstillstand mit dem Kommandanten General Juin vereinbart.
Am Abend kapitulierte Darlan selbst, aber nur für Algier. Juin und Darlan lehnten es drei Tage lang ab, einen Befehl zur Feuereinstellung an die Franzosen in Oran und in Marokko zu geben. 1346 Franzosen und 479 Alliierte starben, 1997 Franzosen sowie 720 Alliierte wurden verwundet. Am 10. November 1942 befahlen Darlan und Juin unter dem Druck von General Mark W. Clark und Dwight Eisenhower die Feuereinstellung in Oran und am 11. November in Marokko.

## Nach der Schlacht

### Politische Ergebnisse
Eisenhower vereinbarte im Einverständnis mit Roosevelt und Churchill die Einsetzung von Vichy-Admiral François Darlan als Hochkommissar des Französischen Nordafrika, der das Vichy-Regime mit Gesetzen der Pétain-Regierung – die unter anderem den nationalsozialistischen Nürnberger Rassegesetzen entsprachen – restaurierte und Demokraten in Konzentrationslagern in der Sahara einsperrte. General Charles de Gaulle, der bei dieser Entscheidung übergangen wurde, reagierte empört. Dies änderte sich auch nicht nach Darlans Ermordung durch den französischen Widerstandskämpfer Fernand Bonnier de La Chapelle am 24. Dezember 1942. General Henri Giraud, der zunächst von den Alliierten in Gibraltar ultimativ die Leitung der Operation Torch gefordert hatte, hatte sich Darlan unterstellt und befand sich seit November in Algier ohne konkrete Aufgabe.
Er war ein Verehrer von Marschall Pétain und lehnte alle demokratischen Reformen ab. Er ließ Bonnier de la Chapelle von einem Standgericht zum Tode verurteilen und am nächsten Tag um 7:30 Uhr hinrichten. Giraud schockierte die Amerikaner, als er die Verhaftung der 27 Résistants anordnete, die durch ihren Einsatz zuvor Eisenhowers Truppen die Einnahme von Algier ermöglicht hatten. Roosevelts Repräsentant Robert Murphy protestierte nicht. Die Résistants wurden in südalgerischen Konzentrationslagern in der Sahara interniert. Amerikanische und britische Kriegskorrespondenten alarmierten die Öffentlichkeit in der Heimat über diese ihres Erachtens skandalösen Vorgänge. Trotz der temporären Restauration des Vichy-Regimes in Algier unter amerikanischem Protektorat hatte der Putsch der Résistance vom 8. November 1942 nicht nur militärische Konsequenzen, sondern auch politische (siehe auch: Vichy-Regime im befreiten Afrika 1942 bis 1943).
Die Darlan-Giraud-Behörde nannte sich zunächst „Hochkommissariat von Frankreich in Afrika“ und wurde von einem selbsternannten „Conseil Impérial“ (Reichsrat) regiert, dem die französischen Territorien und Streitkräfte in Nordafrika und im französischen Westafrika unterstellt waren. Anfangs resolut „vichyistisch“, wurde die Behörde allmählich gezwungen, die Kriegsanstrengungen gegen Deutschland zu erhöhen, sich zu demokratisieren, ihre prinzipiell vichy-freundlichen Machthaber auszuschalten und dann mit dem Französischen Nationalkomitee in London zusammenzuarbeiten. Aus der Fusion des Nationalkomitees mit dem Hochkommissariat entstand gegen den Widerstand von Präsident Roosevelt das „Comité Français de la Libération Nationale“ (CFLN), das anfangs von Giraud und de Gaulle als gleichberechtigten Präsidenten geführt wurde, bis de Gaulle Giraud nach einigen Monaten ausmanövriert hatte und eine unabhängige Kriegsregierung von Frankreich bildete. Als Hitler erfuhr, dass Admiral Darlan kapituliert und sich an die Spitze einer eigenen französischen Behörde unter amerikanischer Aufsicht gesetzt hatte, befahl er das Unternehmen Anton, die Besetzung des bislang „unbesetzten“ Vichy-Frankreich.

### Militärische Konsequenzen
Zwischen dem 8. und 10. November ließen die vichy-französischen Streitkräfte in Tunesien unter dem Kommando von General Georges Barré das gesamte Land offen für die Deutschen, die sich von der algerischen Grenze zurückzogen. Der General empfing bis zum 14. November Befehle von General Juin, standzuhalten, wartete jedoch bis zum 18., bevor er die Deutschen bekämpfte. Dann kämpfte die französische Tunesienarmee, das sogenannte 19. Korps von etwa 60.000 Mann, trotz ihres Mangels an Ausrüstung, um dort die zentrale alliierte Angriffslinie in den tunesischen Bergen zu halten. Sie wurden dazu mit amerikanischer Bewaffnung ausgerüstet und mussten den Briten die bislang verwendeten britischen Waffen zurückgeben, die diese dringend selbst benötigten. Die Franzosen wurden schnell von britischen Truppen unterstützt. Nördlich lag die britische 1. Armee, südlich das VII. US-Korps, während die französische Sahara-Kavallerie die Reste von Rommels Afrikakorps und die 5. Panzerarmee des Generals Hans-Jürgen von Arnim von Süden angreifen sollte.
Nach der Konsolidierung auf dem französischen Territorium zogen die Alliierten nach Tunesien. Kräfte der britischen 1. Armee unter Generalleutnant Anderson erreichten Tunis, bevor ein Gegenangriff von Wehrmacht-Truppen unter dem Kommando von General Walther Nehring in Djedeida sie zurückwarf. Im Januar 1943 zogen sich Wehrmacht-Truppen unter Feldmarschall Rommel von Libyen nach Westen in Richtung Tunesien zurück. Die britische 8. Armee im Osten, von Feldmarschall Bernard Montgomery befehligt, stoppte in der Gegend von Tripolis, um Verstärkungen zu ermöglichen und baute das Übergewicht der Alliierten aus. Im Westen wurden das II. US-Korps unter Generalmajor Lloyd R. Fredendall am 14. Februar am Faidpass und am 19. Februar am Kasserinpass angegriffen. Die alliierte Streitmacht zog sich zurück, bis Verstärkungen am 22. Februar den deutschen Vorstoß zum Stehen brachten.

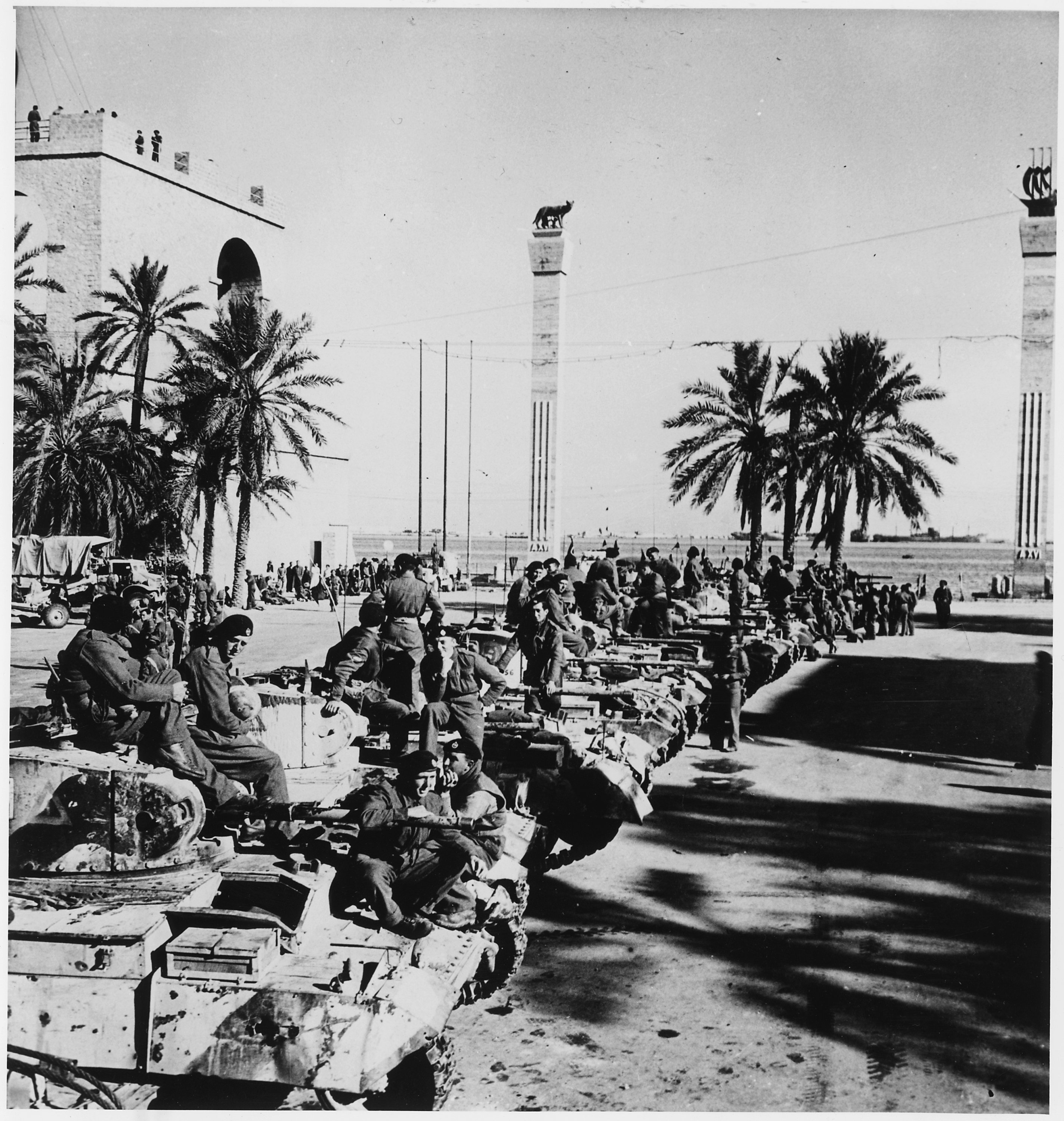
Britische Panzer am Hafen von Tripolis

General Harold Alexander erreichte Tunesien Ende Februar, um das Kommando zu übernehmen. Die Wehrmacht griff am 6. März ostwärts bei Medenine erneut an, wurde aber zurückgeschlagen. Rommel bat Hitler, ihm einen vollständigen Rückzug zu gestatten, was aber abgelehnt wurde. Am 9. März verließ Rommel Tunesien, um durch von Arnim ersetzt zu werden, der seine Kräfte über mehr als 165 km im Norden Tunesiens zu verteilen hatte.
Diese Rückschläge zwangen die Alliierten, ihre Kräfte zu konsolidieren und ihre Kommunikationsverbindungen und Verwaltungen aufzubauen, um einen großen Angriff unterstützen zu können. Die 1. Armee und die 8. Armee griffen daraufhin die Deutschen an. Schwere Kämpfe folgten, aber die Alliierten schnitten mit ihrer Luft- und Seeüberlegenheit von Ägypten und Malta, aber auch von Algerien aus die Deutschen vom Nachschub zwischen Sizilien und Tunesien ab.

Der Brite Alan Turing hatte maßgeblich dazu beigetragen, die deutsche Rotor-Chiffriermaschine Enigma zu entziffern. Die Briten konnten abgehörte verschlüsselte deutsche Funksprüche entschlüsseln und sich auf Geleitzüge und Angriffspläne der Wehrmacht vorbereiten.

Am 6. Mai nahmen britische Truppen Tunis ein und US-Streitkräfte erreichten Bizerta. Am 13. Mai kapitulierten die Achsenstreitkräfte in Tunesien. Sechs Monate dauerte der verzweifelte Kampf der eingeschlossenen, von Nachschub und Reserven weitgehend abgeschnittenen Deutschen, ihrer italienischen und wenigen verbliebenen vichy-französischen Verbündeten, bis sich am 11. Mai 1943 252.000 deutsche und italienische Soldaten den Alliierten ergaben. Allein in Tunesien wurden 16.000 Soldaten des freien Frankreich verwundet.